# Odette (À la recherche du temps perdu)
Pour les articles homonymes, voir Odette.
Odette est un personnage de À la recherche du temps perdu de Marcel Proust.

## Personnage

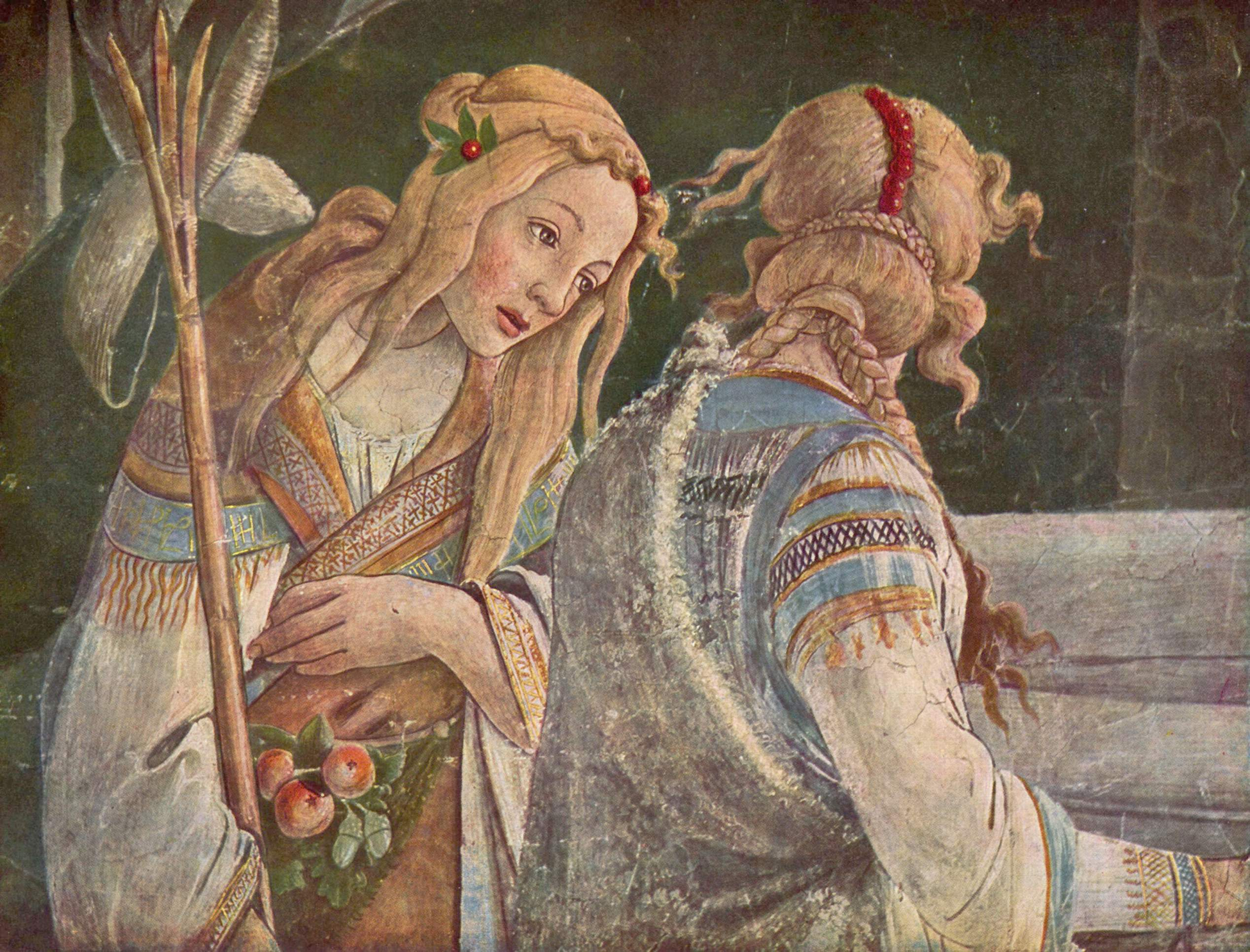
Les filles de Jéthro, par Botticelli.

Son nom de jeune fille est inconnu, mais on sait qu'elle a posé pour Elstir à Nice sous le pseudonyme de Miss Sacripant, dans sa jeunesse. On peut supposer qu'elle menait alors une vie d'artiste, posant nue, peut-être prostituée (d'où son surnom de Sacripant) ce qui est insinué à la fin de Du côté de chez Swann. Elle a épousé en premières noces Pierre Saylor de Verjus, comte de Crécy, un aristocrate relativement pauvre, puis s'en est séparée.
C'est elle que le narrateur, enfant, rencontre chez son oncle Adolphe, la « Dame en rose » qui est sans doute entretenue par l'oncle. Elle fait forte impression au jeune narrateur, qui ne comprendra que très longtemps plus tard que cette dame était Odette.
À l'époque où Swann la rencontre dans le salon des Verdurin, c'est une cocotte qu'on appelle Odette de Crécy. Leur fréquentation puis leur mariage choque les bourgeois de Combray, qui ne peuvent comprendre un mariage avec une personne d'un moindre niveau social. L'histoire de l'amour de Swann pour Odette constitue le chapitre « Un amour de Swann », dans Du côté de chez Swann. Il s'agit d'un amour passion, à l'image de celui qu'entretenait le narrateur de « Combray » pour sa mère.
Swann maintient Odette dans une prison imaginaire et souffre beaucoup lorsqu'elle en sort (notamment lors de ses nombreuses escapades avec le clan Verdurin). Aveuglé par son amour pour elle, Swann ne voit pas qu'Odette est une femme facile, et il met longtemps avant de lui demander ses faveurs, utilisant alors l'expression « faire catleya » pour « faire l'amour ». Il la demande en mariage lorsqu'il ne l'aime plus, mais elle le trompe peut-être, avec certains de ses nombreux anciens amants. Un amour de Swann se termine par la phrase célèbre: « Dire que j'ai gâché des années de ma vie, que j'ai voulu mourir, que j'ai eu mon plus grand amour, pour une femme qui ne me plaisait pas, qui n'était pas mon genre ! »
Swann trouve qu'elle ressemble à la fille de Jéthro, dans la fresque de Botticelli.
Au début il trouvait Odette sans grand intérêt, c'est cette comparaison artistique qui lui révèlera sa beauté. De même, la Sonate de Vinteuil, intimement liée à sa rencontre amoureuse, évoquera pour Swann, et à jamais, son amour pour Odette.
Proust utilise de nombreuses allusions artistiques. À la différence de Rodenbach, elles ne font pas office de description à part entière mais servent à décrire un objet encore plus précisément, à se rapprocher au plus possible des sensations ressenties.
Odette fonde son salon qui deviendra au fur et à mesure l'un des plus brillants du « Monde ». Ses goûts artistiques, autrefois vulgaires, s’affinent grâce à Swann. À la mort de Swann, elle n’a pas de difficulté à terminer son ascension sociale par son mariage avec le comte de Forcheville.
Devenue Odette de Forcheville, très riche, elle peut marier sa fille Gilberte avec le comte Robert de Saint-Loup, reliant ainsi enfin le côté de chez Swann avec le côté de Guermantes dans  Le Temps retrouvé.
Les modèles les plus connus d'Odette de Crécy sont Méry Laurent, Laure Hayman et Liane de Pougy. Mais, selon Laure Hillerin, elle emprunte également des traits — notamment son élégance vestimentaire — à la comtesse Greffulhe.

## Interprètes
- Ornella Muti dans Un amour de Swann de Volker Schlöndorff (1984)
- Catherine Deneuve dans Le Temps retrouvé de Raoul Ruiz (1999)
- Fritha Goodey (en) dans À la recherche du temps perdu (en) (2000), adaptation théâtrale par Harold Pinter et Di Trevis (en) au Royal National Theatre de Londres